# 소룡동
소룡동(小龍洞)은 대한민국의 전북특별자치도 군산시의 동이다.

## 개요
소룡동은 도심 주거, 농촌, 어촌, 공업단지가 모두 공존하는 지역이다. 무역적으로는 자유무역 활성화 지역과, 산업적으로는 국가 및 지역지방공단, 군장 산업단지, 교통적으로는 서해안의 관문인 국제여객터미널이 있으며, 그 이외에도 전북외국어고등학교와 월명공원이 있다.

## 연혁
- 1973년 7월 1일 : 옥구군 미면 일부를 군산시에 편입해 소룡동 신설.
- 1983년 2월 1일 : 소룡동에 옥구군 미성읍 일부 편입
- 1989년 1월 1일 : 옥구군 옥도면 오식도와 비응도를 오식도동, 비응도동으로 편입

## 법정동
- 소룡동(小龍洞)
- 오식도동(筽篒島洞)
- 비응도동(飛鷹島洞)

## 사업
- 명신(구 한국지엠 군산공장)
- KGM커머셜 군산 제2공장